# Hans Eggers (Sprachwissenschaftler)
Hans Eggers (* 9. Juli 1907 in Hamburg; † 31. Mai 1988 in Saarbrücken) war ein deutscher Sprachwissenschaftler.

## Leben und Werk
Hans Eggers, Sohn des Beamten Otto Eggers, legte im September 1925 das Abitur am Hamburger Wilhelm-Gymnasium ab. Er studierte dann Germanistik, Geschichte und Alte Sprachen (Indogermanistik) in Hamburg und München und wurde Lehrer im Schuldienst. Eggers trat zum 1. Mai 1937 der NSDAP bei (Mitgliedsnummer 4.058.776). 1939 wurde er zur Wehrmacht eingezogen. 1944 zum Doktor der Philosophie promoviert.
Ab 1947 war er wissenschaftlicher Assistent an der Universität Hamburg. Im Jahr 1953 habilitierte er sich dort für das Fach Germanische Philologie und wurde Privatdozent und 1959 außerplanmäßiger Professor in Hamburg. 1956 hatte er sich Gastprofessor an der Universität Chicago in den USA aufgehalten. Von 1960 an war er Professor für Germanische und Deutsche Philologie an der Universität des Saarlandes in Saarbrücken. Im Jahr 1964 war er Gastprofessor in Auckland (Neuseeland) und 1974 sowie 1976 in Lawrence (USA). Eggers war 1972 Mitbegründer des Sonderforschungsbereichs „Elektronische Sprachforschung“.
Eggers Arbeitsgebiet war die deutsche Sprachgeschichte (Althochdeutsch, Mittelhochdeutsch, Frühneuhochdeutsch und Neuhochdeutsch), zu der er umfassende Darstellungen beisteuerte. Zur Sprachanalyse (Morphologie und Syntax) setzte er auch Computer ein, was zur Mitbegründung des Sonderforschungsbereichs 100 („Elektronische Sprachforschung“) im Jahre 1972 führte. In diesem Sonderforschungsbereich wurden interdisziplinär Probleme der Linguistik mit Methoden der damals noch jungen Informatik bearbeitet. Auch wurde an automatischen Übersetzungssystemen gearbeitet. Hans Eggers war evangelisch, lebte in Saarbrücken und war mit Adriana Eggers, geborene Putman, verheiratet. Sein Nachlass ist im Universitätsarchiv Saarbrücken überliefert.

## Veröffentlichungen (Auswahl)
- Vollständiges lateinisch-althochdeutsches Wörterbuch zur althochdeutschen Isidor-Übersetzung, Berlin 1960.
- Hugo Wehrle: Deutscher Wortschatz. Ein Wegweiser zum treffenden Ausdruck. 7. Auflage (von Passender Ausdruck A. Schiessings), Stuttgart 1940; 12. Auflage, bearbeitet von Hans Eggers, ebenda 1961.
- Deutsche Sprachgeschichte. 4 Bände. Reinbek 1963–1977; neue Ausgabe in zwei Bänden, 1986.
- Deutsche Sprache im 20. Jahrhundert. 1973
- SALEM: ein Verfahren zur automatischen Lemmatisierung deutscher Texte,  Tübingen 1980.

## Auszeichnungen
- Konrad-Duden-Preis der Stadt Mannheim, 1972.